# Flèche wallonne 1953
La Flèche wallonne 1953, 17e édition de la course, a lieu le 2 mai 1953 sur un parcours de 220 km. La victoire revient au Belge Stan Ockers, qui a terminé la course en 6 h 24 min 25 s, devant le Suisse Ferdi Kübler et l’Italien Loretto Petrucci.
Sur la ligne d’arrivée à Liège, 38 des 69 coureurs au départ à Charleroi ont terminé la course.

## Classement final
| #  | Coureur             | Équipe       |    | Temps           |
| -- | ------------------- | ------------ | -- | --------------- |
| 1  | Stan Ockers         | Peugeot      | en | 6 h 24 min 25 s |
| 2  | Ferdi Kübler        | Tebag        | +  | 44 s            |
| 3  | Loretto Petrucci    | Lygie        |    | 44 s            |
| 4  | Jan De Valck        | Garin-Wolber |    | 44 s            |
| 5  | Raymond Impanis     | Garin-Wolber |    | 44 s            |
| 6  | Jan Storms          | Girardengo   |    | 44 s            |
| 7  | Edward Peeters      | Garin-Wolber |    | 44 s            |
| 8  | Alexandre Close     | Allegro      |    | 44 s            |
| 9  | Frans Gielen        | Alpa         |    | 44 s            |
| 10 | Robert Vanderstockt | Peugeot      |    | 44 s            |